# Leichhardt Highway
Der Leichhardt Highway ist eine Fernstraße im Osten des australischen Bundesstaates Queensland. Er verläuft in Süd-Nord-Richtung und ist etwa 600 km lang. Der Leichhardt Highway erhielt seinen Namen zu Ehren des preußischen Entdeckers Ludwig Leichhardt. Leichhardt nutzte bei seiner ersten Australienexpedition von Brisbane nach Port Essington in den Jahren 1844 und 1845 eine Route im Hinterland des damals bekannten Queensland, die weitestgehend dem heutigen Verlauf des Leichhardt Highway entspricht.

## Verlauf

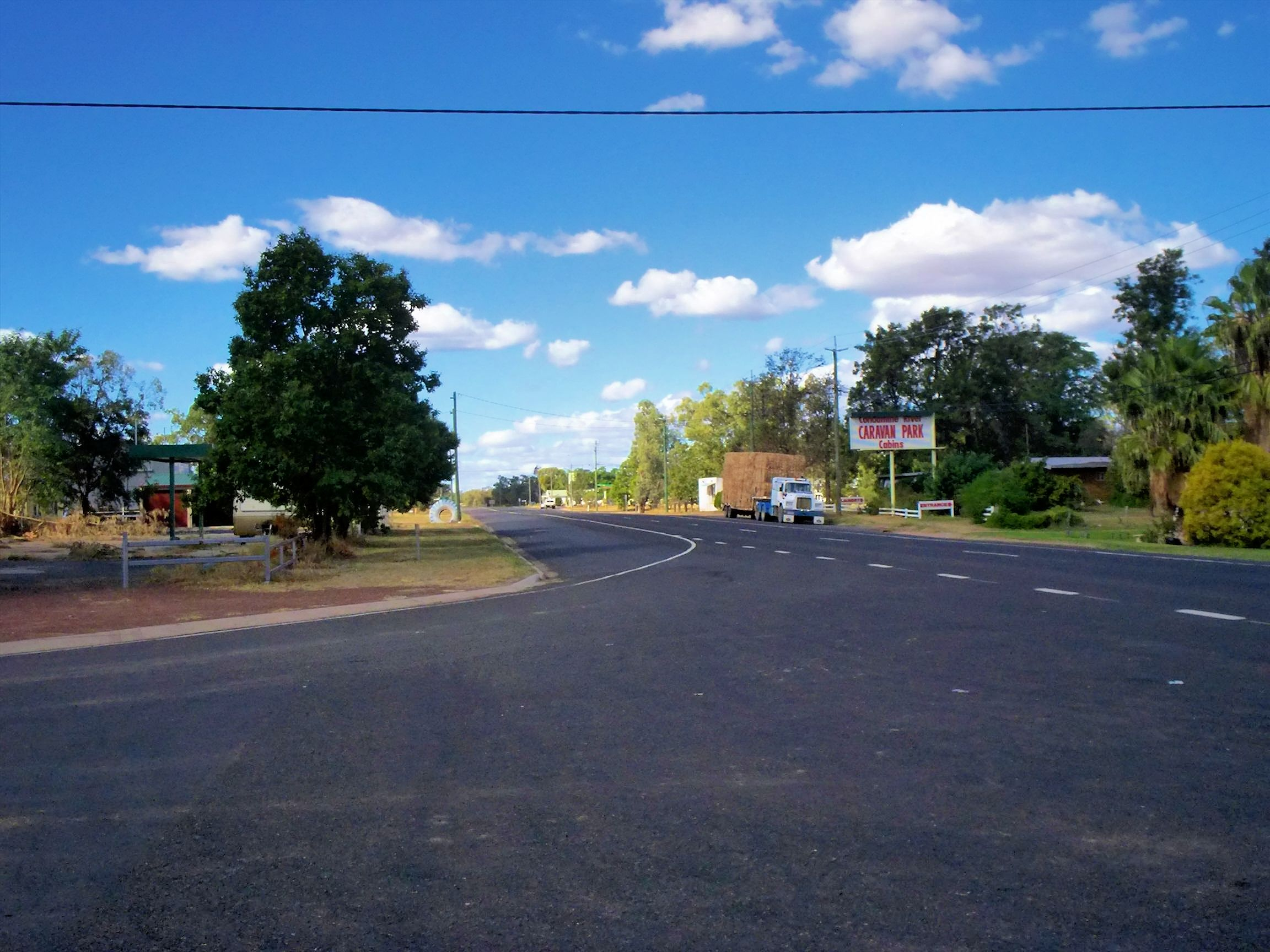
Leichhardt Highway in Condamine

Der Leichhardt Highway beginnt in Goondiwindi an der Grenze zwischen New South Wales und Queensland. Er gilt dabei als Fortsetzung des Newell Highway (N39), der von Süden kommend die Stadt erreicht.
Von Goondiwindi aus verläuft der Leichhardt Highway nach Norden und kreuzt in der Kleinstadt Moonie nach 95 km den Moonie Highway (S49). Nach weiteren 125 km erreicht der Leichhardt Highway die Kleinstadt Miles, wo der Warrego Highway (NA2) quert. Weiter in Richtung Norden verlaufend bahnt sich der Leichhardt Highway seinen teilweise sehr kurvenreichen Weg durch die Great Dividing Range.
Nach 225 km ist die Stadt Theodore erreicht. Sie ist nach dem früheren Premierminister von Queensland Ted Theodore benannt. Das Besondere an dieser Stadt ist, das sie Walter Burley Griffin, dem Architekten der australischen Hauptstadt Canberra, als eine Art Versuchsfeld diente. Bei der Gestaltung von Theodore erprobte er einige stadtplanerische Elemente, bevor er das zukünftige Aussehen von Canberra festlegte.
50 km nördlich von Theodore kreuzt der Leichhardt Highway in der Ortschaft Banana den Dawson Highway (S60), der Teil der Verbindung zwischen Gladstone und Emerald ist. Von Banana aus sind es noch ca. 110 km, bis der Leichhardt Highway bei der Ortschaft Westwood auf den Capricorn Highway (A4) trifft und endet.
Der höchste Punkt im Verlauf des Highways liegt auf 413 m, der niedrigste auf 96 m.